# Polyspora spectabilis
Polyspora spectabilis är en tvåhjärtbladig växtart som först beskrevs av Alexander Hunter och Henry Nicholas Ridley, och fick sitt nu gällande namn av Orel, Peter G.Wilson, Curry och Luu. Polyspora spectabilis ingår i släktet Polyspora och familjen Theaceae. Inga underarter finns listade i Catalogue of Life.